# 時代おくれの酒場
「時代おくれの酒場」（じだいおくれのさかば）は、加藤登紀子が1977年10月21日にリリースした楽曲。

## 使用
- 1983年11月12日公開の東宝映画『居酒屋兆治』の主題歌に採用される。
- 1984年2月11日公開の劇場アニメ『うる星やつら2 ビューティフル・ドリーマー』および、テレビアニメ『うる星やつら』（1981年版）第112回（1984年5月23日放送）で挿入歌として使用された。

## 収録曲

### 1977年オリジナル盤
1. 時代おくれの酒場
作詞・作曲：加藤登紀子／編曲：告井延隆・森下登喜彦
2. 水のように
作詞：清水邦夫／作曲・編曲：坂田晃一
  - 日本テレビ系テレビドラマ「秋日記」主題歌。

### 1983年再発盤
※発売時におけるキャッチ・コピーは「ちかごろ、辛口の唄が聴けないとお嘆きの貴兄に・・・。」
1. 時代おくれの酒場
作詞・作曲：加藤登紀子／編曲：告井延隆・森下登喜彦
2. 鳳仙花
作詞：金護経／作曲：洪蘭波／編曲：福井峻

## カバー
- 高倉健
- 渥美二郎

### 高倉健のシングル
1. 時代おくれの酒場
作詞・作曲：加藤登紀子 編曲：井上堯之
東宝映画『居酒屋兆治』主題歌
2. 時代おくれの酒場「幸せという奴は」
作詞・詩朗読：高倉健 作曲：加藤登紀子 編曲：井上堯之 演奏：ノーブル・ウェアハウス・オーケストラ
写真集『高倉健“告白”』（学研刊）のインタビューの一部を朗読している。